# رومانو پوپو
رومانو پوپو (ایتالیایی: Romano Puppo) یک بازیگر اهل ایتالیا بود.
از فیلم‌هایی که وی در آن نقش داشته‌است، می‌توان به خوب، بد، زشت، کالیفرنیا، ساباتا، کماندوها، فراتر از قانون، ۲۰۱۹، پس از سقوط نیویورک و رودخانه تمساح بزرگ اشاره کرد.